# Światozar
Światozar – imię męskie.
Światozar imieniny obchodzi: 8 grudnia.